# Jahangirabad
Jahangirabad är en stad i distriktet Bulandshahr i den indiska delstaten Uttar Pradesh. Folkmängden uppgick till 59 858 invånare vid folkräkningen 2011.